# Phyllanthus coluteoides
Phyllanthus coluteoides är en emblikaväxtart som beskrevs av Henri Ernest Baillon och Johannes Müller Argoviensis. Phyllanthus coluteoides ingår i släktet Phyllanthus och familjen emblikaväxter. Inga underarter finns listade i Catalogue of Life.